# チュエカタウン
『チュエカタウン』（西: Chuecatown, 英: Boystown）は、2007年のスペインのサスペンス・コメディ映画。原作はラファエル・マルティネス・カステラーノのコミック。
日本では2008年7月13日に第17回東京国際レズビアン&ゲイ映画祭にて初上映された。

## キャスト
- レオ - ペポン・ニエト（スペイン語版）
- ビクトル - パブロ・プジョル（スペイン語版）
- アントニア - コンチャ・ベラスコ（スペイン語版）
- ミラ - ロサ・マリア・サルダ（スペイン語版）
- レイ - カルロス・フエンテス（スペイン語版）
- ローラ - マリオラ・フエンテス（スペイン語版）
- ルイス - エドゥアルド・ソト（スペイン語版）